# نباتات ساقية
النباتات الساقية (بالإنجليزية: Cormophytes)‏ هي النباتات التي تتميز بوجود ساق وجذور وبراعم وأوراق ومكيفة بشكل جيد للحياة على الأرض، والتي تتكون من اللازهريات الوعائية والبذريات. تختلف هذه النباتات عن المشريات التي يشار إلى جسمها باسم المَشْرَة أي جسم نباتى بسيط عديم الورق والجذور مثل الأشنات والطحالب متعددة الخلايا وبعض النباتات الكبدية.